# Tlacoachistlahuaca
Tlacoachistlahuaca è un comune del Messico, situato nello stato di Guerrero.